# Oulad Ali Youssef
Oulad Ali Youssef (en àrab أولاد علي يوسف, Ūlād ʿAlī Yūsuf; en amazic ⴰⵢⵜ ⵄⵍⵉ ⵢⵓⵙⴼ) és una comuna rural de la província de Boulemane, a la regió de Fes-Meknès, al Marroc. Segons el cens de 2014 tenia una població total de 5.212 persones.